# (467236) 2016 EB166
(467236) 2016 EB166 es un asteroide perteneciente al cinturón de asteroides, descubierto el 5 de septiembre de 2008 por el equipo Spacewatch desde el Observatorio Nacional de Kitt Peak (Arizona, Estados Unidos).